# Kolambugan
Kolambugan (Filipino: Bayan ng Kolambugan) ist eine philippinische Stadtgemeinde in der Provinz Lanao del Norte, Verwaltungsregion X, Northern Mindanao. Sie hat 27.005 Einwohner (Zensus 1. August 2015), die in 26 Barangays lebten. Sie wird als Gemeinde der vierten Einkommensklasse auf den Philippinen und als teilweise urbanisiert eingestuft.  
Kolambugan liegt an der Küste der Panguil-Bucht, ca. 51 km westlich von Iligan City entfernt und ist über die Küstenstraße erreichbar. Ihre Nachbargemeinden sind Tubod im Westen, Maigo im Osten, Magsaysay im Süden. 

## Baranggays
Kolambugan ist politisch in folgende Baranggays unterteilt.
| - Austin Heights - Baybay - Bubong - Caromatan - Inudaran - Kulasihan - Libertad - Lumbac - Manga - Matampay - Mukas - Muntay - Pagalungan | - Palao - Pantaon - Pantar - Poblacion - Rebucon - Riverside - San Roque - Santo Niño - Simbuco - Small Banisilan - Sucodan - Tabigue - Titunod |

## Persönlichkeiten
- Benigno P. Beltran (* 1946), Ordenspriester, Autor und Theologe

## Weblink
- Informationen der Philippine Statistics Authority über Kolambugan